# アンドレ＝ルイ・ドビエルヌ

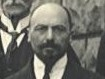
アンドレ＝ルイ・ドビエルヌ（1922年のソルベー会議にて）

アンドレ＝ルイ・ドビエルヌ（André-Louis Debierne、1874年7月14日 - 1949年8月31日）は、フランスの化学者。1899年、アクチニウムを発見した。
パリで生まれた。ピエール・キュリー、マリ・キュリー夫妻と親友になり、共同研究を行った。1899年にキュリーの始めたピッチブレンド（瀝青ウラン鉱）の研究を続けて放射元素のアクチニウムを発見した。
1906年のピエール・キューリーの死後もドビエルヌはマリ・キュリーと教育、研究を続けた。
パリで死去した。